# East Peoria, Illinois
East Peoria là một thành phố thuộc quận Tazewell, tiểu bang Illinois, Hoa Kỳ. Năm 2010, dân số của thành phố này là 23402 người.

## Dân số
Dân số qua các năm:
- Năm 2000: 22638 người.
- Năm 2010: 23402 người.